# Torneo di Hastings 1895

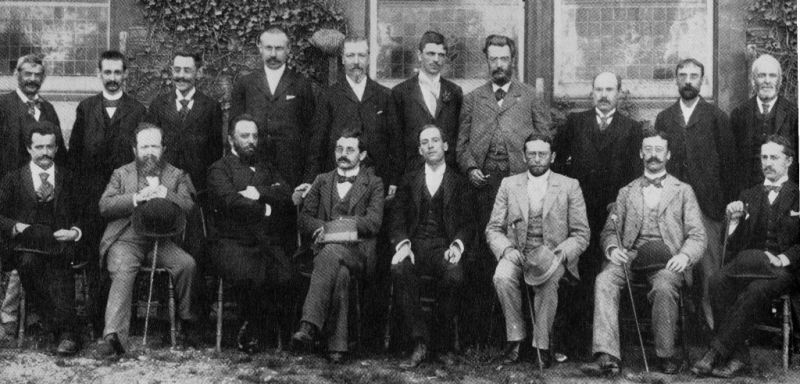
I partecipanti al torneo di Hastings 1895.
In piedi da sinistra: Albin, Schlechter, Janowski, Marco, Blackburne, Maroczy, Schiffers, Gunsberg, Burn, Tinsley;
Seduti: Vergani, Steinitz, Chigorin, Lasker, Pillsbury, Tarrasch, Mieses, Teichmann.

Il torneo di Hastings 1895 è stato il più importante torneo di scacchi disputato nel XIX secolo.

## Storia
La cittadina inglese di Hastings, nella contea sud-orientale dell'East Sussex, è famosa perché nelle vicinanze si combatté nel 1066 la omonima battaglia, nella quale i Normanni guidati da Guglielmo il Conquistatore sconfissero gli Anglosassoni, cambiando per sempre la storia delle isole britanniche.
Al torneo erano presenti tutti i migliori giocatori dell'epoca, a partire dal campione del mondo in carica Emanuel Lasker. Venne organizzato col sistema a doppio girone (round-robin), in cui tutti i giocatori si incontrano sia col Bianco che col Nero. Iniziò il 5 agosto e terminò il 2 settembre.
Si giocò nei locali del Brassey Institute, 13 Claremont, attualmente sede della biblioteca pubblica di Hastings.
La vittoria del giovane americano Harry Nelson Pillsbury fu una sorpresa, e il 2º posto di Mikhail Chigorin fu il miglior risultato della sua carriera. L'ex campione del mondo Steinitz dovette accontentarsi del 5º posto, ma vinse il premio di bellezza per la sua partita contro il tedesco Curt von Bardeleben, vinta con una splendida combinazione basata sul motivo del "mulinello", sempre spettacolare.

Von Bardeleben si prese però la soddisfazione di vincere nel 4º turno col campione del mondo Lasker.
Partecipavano giocatori di dieci diversi paesi. L'Italia era rappresentata da Beniamino Vergani, che in un torneo così forte dovette accontentarsi dell'ultimo posto. Vinse però una partita con Carl Schlechter, uno dei più forti giocatori di allora, e una con Isidor Gunsberg, che fu un candidato al titolo mondiale nel match del 1890 con Wilhelm Steinitz.
Si giocava col tempo di 30 mosse in due ore, poi 15 mosse per ogni ora successiva.
I primi quattro classificati saranno poi invitati a disputare il Torneo di San Pietroburgo 1895.

## Tabella del torneo
| #  | Giocatore              | Paese                    | 1 | 2 | 3 | 4 | 5 | 6 | 7 | 8 | 9 | 0 | 1 | 2 | 3 | 4 | 5 | 6 | 7 | 8 | 9 | 0 | 1 | 2 | Totale |
| -- | ---------------------- | ------------------------ | - | - | - | - | - | - | - | - | - | - | - | - | - | - | - | - | - | - | - | - | - | - | ------ |
| 1  | Harry Nelson Pillsbury | Stati Uniti d'America    | - | 0 | 0 | 1 | 1 | 1 | 1 | 1 | 0 | ½ | ½ | 1 | 1 | 1 | 1 | 1 | 1 | ½ | 1 | 1 | 1 | 1 | 16½    |
| 2  | Mikhail Chigorin       | Impero russo             | 1 | - | 1 | 1 | 0 | 0 | 1 | 1 | 1 | 1 | ½ | 0 | 1 | 1 | 1 | ½ | ½ | 1 | 1 | ½ | 1 | 1 | 16     |
| 3  | Emanuel Lasker         | Germania                 | 1 | 0 | - | 0 | 1 | 1 | 0 | 1 | 1 | 0 | 1 | 1 | ½ | 1 | 1 | 1 | ½ | 1 | 1 | ½ | 1 | 1 | 15½    |
| 4  | Siegbert Tarrasch      | Germania                 | 0 | 0 | 1 | - | 1 | 1 | ½ | 0 | ½ | 1 | 1 | 1 | 0 | 1 | ½ | 1 | 1 | 1 | 0 | ½ | 1 | 1 | 14     |
| 5  | Wilhelm Steinitz       | Stati Uniti d'America[1] | 0 | 1 | 0 | 0 | - | 1 | 1 | ½ | ½ | 1 | 1 | 0 | 1 | ½ | 1 | 0 | 1 | 1 | 0 | ½ | 1 | 1 | 13     |
| 6  | Emanuel Schiffers      | Impero russo             | 0 | 1 | 0 | 0 | 0 | - | ½ | ½ | 0 | 1 | 1 | 1 | ½ | ½ | 1 | 1 | 0 | ½ | 1 | ½ | 1 | 1 | 12     |
| 7  | Curt von Bardeleben    | Germania                 | 0 | 0 | 1 | ½ | 0 | ½ | - | ½ | ½ | 0 | 0 | ½ | 1 | 1 | 1 | ½ | ½ | 1 | 1 | 1 | 0 | 1 | 11½    |
| 8  | Richard Teichmann      | Germania                 | 0 | 0 | 0 | 1 | ½ | ½ | ½ | - | ½ | 0 | 0 | ½ | 1 | 1 | 0 | 1 | ½ | 1 | ½ | 1 | 1 | 1 | 11½    |
| 9  | Carl Schlechter        | Austria-Ungheria         | 1 | 0 | 0 | ½ | ½ | 1 | ½ | ½ | - | ½ | ½ | 0 | 1 | 1 | ½ | ½ | ½ | ½ | ½ | ½ | 1 | 0 | 11     |
| 10 | Joseph Blackburne      | Inghilterra              | ½ | 0 | 1 | 0 | 0 | 0 | 1 | 1 | ½ | - | 0 | 1 | 0 | 1 | 0 | ½ | 1 | 0 | 1 | 0 | 1 | 1 | 10½    |
| 11 | Carl Walbrodt          | Germania                 | ½ | ½ | 0 | 0 | 0 | 0 | 1 | 1 | ½ | 1 | - | 0 | ½ | 0 | ½ | ½ | 0 | ½ | ½ | 1 | 1 | 1 | 10     |
| 12 | David Janowski         | Francia                  | 0 | 1 | 0 | 0 | 1 | 0 | ½ | ½ | 1 | 0 | 1 | - | ½ | 0 | 0 | ½ | 0 | 1 | ½ | 1 | 0 | 1 | 9½     |
| 13 | James Mason            | Irlanda                  | 0 | 0 | ½ | 1 | 0 | ½ | 0 | 0 | 0 | 1 | ½ | ½ | - | 1 | 0 | 1 | ½ | 0 | 1 | 1 | 0 | 1 | 9½     |
| 14 | Amos Burn              | Inghilterra              | 0 | 0 | 0 | 0 | ½ | ½ | 0 | 0 | 0 | 0 | 1 | 1 | 0 | - | 0 | ½ | 1 | 1 | 1 | 1 | 1 | 1 | 9½     |
| 15 | Isidor Gunsberg        | Austria-Ungheria         | 0 | 0 | 0 | ½ | 0 | 0 | 0 | 1 | ½ | 1 | ½ | 1 | 1 | 1 | - | 0 | 1 | ½ | 0 | 1 | 0 | 0 | 9      |
| 16 | Henry Bird             | Inghilterra              | 0 | ½ | 0 | 0 | 1 | 0 | ½ | 0 | ½ | ½ | ½ | ½ | 0 | ½ | 1 | - | 1 | ½ | 0 | ½ | ½ | 1 | 9      |
| 17 | Adolf Albin            | Romania                  | 0 | ½ | ½ | 0 | 0 | 1 | ½ | ½ | ½ | 0 | 1 | 1 | ½ | 0 | 0 | 0 | - | 0 | 0 | 1 | 1 | ½ | 8½     |
| 18 | Georg Marco            | Romania                  | ½ | 0 | 0 | 0 | 0 | ½ | 0 | 0 | ½ | 1 | ½ | 0 | 1 | 0 | ½ | ½ | 1 | - | 1 | 1 | 0 | ½ | 8½     |
| 19 | William Pollock        | Inghilterra              | 0 | 0 | 0 | 1 | 1 | 0 | 0 | ½ | ½ | 0 | ½ | ½ | 0 | 0 | 1 | 1 | 1 | 0 | - | 0 | 0 | 1 | 8      |
| 20 | Jacques Mieses         | Germania                 | 0 | ½ | ½ | ½ | ½ | ½ | 0 | 0 | ½ | 1 | 0 | 0 | 0 | 0 | 0 | ½ | 0 | 0 | 1 | - | 1 | 1 | 7½     |
| 21 | Samuel Tinsley         | Inghilterra              | 0 | 0 | 0 | 0 | 0 | 0 | 1 | 0 | 0 | 0 | 0 | 1 | 1 | 0 | 1 | ½ | 0 | 1 | 1 | 0 | - | 1 | 7½     |
| 22 | Beniamino Vergani      | Italia                   | 0 | 0 | 0 | 0 | 0 | 0 | 0 | 0 | 1 | 0 | 0 | 0 | 0 | 0 | 1 | 0 | ½ | ½ | 0 | 0 | 0 | - | 3      |

## Alcune partite

### Steinitz - Von Bardeleben
|   | a | b | c | d | e | f | g | h |   |
| 8 | a8 torre del nero · c8 torre del nero · e8 re del nero · a7 pedone del nero · b7 pedone del nero · d7 donna del nero · e7 cavallo del nero · h7 pedone del nero · f6 pedone del nero · g6 pedone del nero · d5 pedone del nero · g5 cavallo del bianco · g4 donna del bianco · a2 pedone del bianco · b2 pedone del bianco · f2 pedone del bianco · g2 pedone del bianco · h2 pedone del bianco · c1 torre del bianco · e1 torre del bianco · g1 re del bianco | a8 torre del nero · c8 torre del nero · e8 re del nero · a7 pedone del nero · b7 pedone del nero · d7 donna del nero · e7 cavallo del nero · h7 pedone del nero · f6 pedone del nero · g6 pedone del nero · d5 pedone del nero · g5 cavallo del bianco · g4 donna del bianco · a2 pedone del bianco · b2 pedone del bianco · f2 pedone del bianco · g2 pedone del bianco · h2 pedone del bianco · c1 torre del bianco · e1 torre del bianco · g1 re del bianco | a8 torre del nero · c8 torre del nero · e8 re del nero · a7 pedone del nero · b7 pedone del nero · d7 donna del nero · e7 cavallo del nero · h7 pedone del nero · f6 pedone del nero · g6 pedone del nero · d5 pedone del nero · g5 cavallo del bianco · g4 donna del bianco · a2 pedone del bianco · b2 pedone del bianco · f2 pedone del bianco · g2 pedone del bianco · h2 pedone del bianco · c1 torre del bianco · e1 torre del bianco · g1 re del bianco | a8 torre del nero · c8 torre del nero · e8 re del nero · a7 pedone del nero · b7 pedone del nero · d7 donna del nero · e7 cavallo del nero · h7 pedone del nero · f6 pedone del nero · g6 pedone del nero · d5 pedone del nero · g5 cavallo del bianco · g4 donna del bianco · a2 pedone del bianco · b2 pedone del bianco · f2 pedone del bianco · g2 pedone del bianco · h2 pedone del bianco · c1 torre del bianco · e1 torre del bianco · g1 re del bianco | a8 torre del nero · c8 torre del nero · e8 re del nero · a7 pedone del nero · b7 pedone del nero · d7 donna del nero · e7 cavallo del nero · h7 pedone del nero · f6 pedone del nero · g6 pedone del nero · d5 pedone del nero · g5 cavallo del bianco · g4 donna del bianco · a2 pedone del bianco · b2 pedone del bianco · f2 pedone del bianco · g2 pedone del bianco · h2 pedone del bianco · c1 torre del bianco · e1 torre del bianco · g1 re del bianco | a8 torre del nero · c8 torre del nero · e8 re del nero · a7 pedone del nero · b7 pedone del nero · d7 donna del nero · e7 cavallo del nero · h7 pedone del nero · f6 pedone del nero · g6 pedone del nero · d5 pedone del nero · g5 cavallo del bianco · g4 donna del bianco · a2 pedone del bianco · b2 pedone del bianco · f2 pedone del bianco · g2 pedone del bianco · h2 pedone del bianco · c1 torre del bianco · e1 torre del bianco · g1 re del bianco | a8 torre del nero · c8 torre del nero · e8 re del nero · a7 pedone del nero · b7 pedone del nero · d7 donna del nero · e7 cavallo del nero · h7 pedone del nero · f6 pedone del nero · g6 pedone del nero · d5 pedone del nero · g5 cavallo del bianco · g4 donna del bianco · a2 pedone del bianco · b2 pedone del bianco · f2 pedone del bianco · g2 pedone del bianco · h2 pedone del bianco · c1 torre del bianco · e1 torre del bianco · g1 re del bianco | a8 torre del nero · c8 torre del nero · e8 re del nero · a7 pedone del nero · b7 pedone del nero · d7 donna del nero · e7 cavallo del nero · h7 pedone del nero · f6 pedone del nero · g6 pedone del nero · d5 pedone del nero · g5 cavallo del bianco · g4 donna del bianco · a2 pedone del bianco · b2 pedone del bianco · f2 pedone del bianco · g2 pedone del bianco · h2 pedone del bianco · c1 torre del bianco · e1 torre del bianco · g1 re del bianco | 8 |
| 7 | a8 torre del nero · c8 torre del nero · e8 re del nero · a7 pedone del nero · b7 pedone del nero · d7 donna del nero · e7 cavallo del nero · h7 pedone del nero · f6 pedone del nero · g6 pedone del nero · d5 pedone del nero · g5 cavallo del bianco · g4 donna del bianco · a2 pedone del bianco · b2 pedone del bianco · f2 pedone del bianco · g2 pedone del bianco · h2 pedone del bianco · c1 torre del bianco · e1 torre del bianco · g1 re del bianco | a8 torre del nero · c8 torre del nero · e8 re del nero · a7 pedone del nero · b7 pedone del nero · d7 donna del nero · e7 cavallo del nero · h7 pedone del nero · f6 pedone del nero · g6 pedone del nero · d5 pedone del nero · g5 cavallo del bianco · g4 donna del bianco · a2 pedone del bianco · b2 pedone del bianco · f2 pedone del bianco · g2 pedone del bianco · h2 pedone del bianco · c1 torre del bianco · e1 torre del bianco · g1 re del bianco | a8 torre del nero · c8 torre del nero · e8 re del nero · a7 pedone del nero · b7 pedone del nero · d7 donna del nero · e7 cavallo del nero · h7 pedone del nero · f6 pedone del nero · g6 pedone del nero · d5 pedone del nero · g5 cavallo del bianco · g4 donna del bianco · a2 pedone del bianco · b2 pedone del bianco · f2 pedone del bianco · g2 pedone del bianco · h2 pedone del bianco · c1 torre del bianco · e1 torre del bianco · g1 re del bianco | a8 torre del nero · c8 torre del nero · e8 re del nero · a7 pedone del nero · b7 pedone del nero · d7 donna del nero · e7 cavallo del nero · h7 pedone del nero · f6 pedone del nero · g6 pedone del nero · d5 pedone del nero · g5 cavallo del bianco · g4 donna del bianco · a2 pedone del bianco · b2 pedone del bianco · f2 pedone del bianco · g2 pedone del bianco · h2 pedone del bianco · c1 torre del bianco · e1 torre del bianco · g1 re del bianco | a8 torre del nero · c8 torre del nero · e8 re del nero · a7 pedone del nero · b7 pedone del nero · d7 donna del nero · e7 cavallo del nero · h7 pedone del nero · f6 pedone del nero · g6 pedone del nero · d5 pedone del nero · g5 cavallo del bianco · g4 donna del bianco · a2 pedone del bianco · b2 pedone del bianco · f2 pedone del bianco · g2 pedone del bianco · h2 pedone del bianco · c1 torre del bianco · e1 torre del bianco · g1 re del bianco | a8 torre del nero · c8 torre del nero · e8 re del nero · a7 pedone del nero · b7 pedone del nero · d7 donna del nero · e7 cavallo del nero · h7 pedone del nero · f6 pedone del nero · g6 pedone del nero · d5 pedone del nero · g5 cavallo del bianco · g4 donna del bianco · a2 pedone del bianco · b2 pedone del bianco · f2 pedone del bianco · g2 pedone del bianco · h2 pedone del bianco · c1 torre del bianco · e1 torre del bianco · g1 re del bianco | a8 torre del nero · c8 torre del nero · e8 re del nero · a7 pedone del nero · b7 pedone del nero · d7 donna del nero · e7 cavallo del nero · h7 pedone del nero · f6 pedone del nero · g6 pedone del nero · d5 pedone del nero · g5 cavallo del bianco · g4 donna del bianco · a2 pedone del bianco · b2 pedone del bianco · f2 pedone del bianco · g2 pedone del bianco · h2 pedone del bianco · c1 torre del bianco · e1 torre del bianco · g1 re del bianco | a8 torre del nero · c8 torre del nero · e8 re del nero · a7 pedone del nero · b7 pedone del nero · d7 donna del nero · e7 cavallo del nero · h7 pedone del nero · f6 pedone del nero · g6 pedone del nero · d5 pedone del nero · g5 cavallo del bianco · g4 donna del bianco · a2 pedone del bianco · b2 pedone del bianco · f2 pedone del bianco · g2 pedone del bianco · h2 pedone del bianco · c1 torre del bianco · e1 torre del bianco · g1 re del bianco | 7 |
| 6 | a8 torre del nero · c8 torre del nero · e8 re del nero · a7 pedone del nero · b7 pedone del nero · d7 donna del nero · e7 cavallo del nero · h7 pedone del nero · f6 pedone del nero · g6 pedone del nero · d5 pedone del nero · g5 cavallo del bianco · g4 donna del bianco · a2 pedone del bianco · b2 pedone del bianco · f2 pedone del bianco · g2 pedone del bianco · h2 pedone del bianco · c1 torre del bianco · e1 torre del bianco · g1 re del bianco | a8 torre del nero · c8 torre del nero · e8 re del nero · a7 pedone del nero · b7 pedone del nero · d7 donna del nero · e7 cavallo del nero · h7 pedone del nero · f6 pedone del nero · g6 pedone del nero · d5 pedone del nero · g5 cavallo del bianco · g4 donna del bianco · a2 pedone del bianco · b2 pedone del bianco · f2 pedone del bianco · g2 pedone del bianco · h2 pedone del bianco · c1 torre del bianco · e1 torre del bianco · g1 re del bianco | a8 torre del nero · c8 torre del nero · e8 re del nero · a7 pedone del nero · b7 pedone del nero · d7 donna del nero · e7 cavallo del nero · h7 pedone del nero · f6 pedone del nero · g6 pedone del nero · d5 pedone del nero · g5 cavallo del bianco · g4 donna del bianco · a2 pedone del bianco · b2 pedone del bianco · f2 pedone del bianco · g2 pedone del bianco · h2 pedone del bianco · c1 torre del bianco · e1 torre del bianco · g1 re del bianco | a8 torre del nero · c8 torre del nero · e8 re del nero · a7 pedone del nero · b7 pedone del nero · d7 donna del nero · e7 cavallo del nero · h7 pedone del nero · f6 pedone del nero · g6 pedone del nero · d5 pedone del nero · g5 cavallo del bianco · g4 donna del bianco · a2 pedone del bianco · b2 pedone del bianco · f2 pedone del bianco · g2 pedone del bianco · h2 pedone del bianco · c1 torre del bianco · e1 torre del bianco · g1 re del bianco | a8 torre del nero · c8 torre del nero · e8 re del nero · a7 pedone del nero · b7 pedone del nero · d7 donna del nero · e7 cavallo del nero · h7 pedone del nero · f6 pedone del nero · g6 pedone del nero · d5 pedone del nero · g5 cavallo del bianco · g4 donna del bianco · a2 pedone del bianco · b2 pedone del bianco · f2 pedone del bianco · g2 pedone del bianco · h2 pedone del bianco · c1 torre del bianco · e1 torre del bianco · g1 re del bianco | a8 torre del nero · c8 torre del nero · e8 re del nero · a7 pedone del nero · b7 pedone del nero · d7 donna del nero · e7 cavallo del nero · h7 pedone del nero · f6 pedone del nero · g6 pedone del nero · d5 pedone del nero · g5 cavallo del bianco · g4 donna del bianco · a2 pedone del bianco · b2 pedone del bianco · f2 pedone del bianco · g2 pedone del bianco · h2 pedone del bianco · c1 torre del bianco · e1 torre del bianco · g1 re del bianco | a8 torre del nero · c8 torre del nero · e8 re del nero · a7 pedone del nero · b7 pedone del nero · d7 donna del nero · e7 cavallo del nero · h7 pedone del nero · f6 pedone del nero · g6 pedone del nero · d5 pedone del nero · g5 cavallo del bianco · g4 donna del bianco · a2 pedone del bianco · b2 pedone del bianco · f2 pedone del bianco · g2 pedone del bianco · h2 pedone del bianco · c1 torre del bianco · e1 torre del bianco · g1 re del bianco | a8 torre del nero · c8 torre del nero · e8 re del nero · a7 pedone del nero · b7 pedone del nero · d7 donna del nero · e7 cavallo del nero · h7 pedone del nero · f6 pedone del nero · g6 pedone del nero · d5 pedone del nero · g5 cavallo del bianco · g4 donna del bianco · a2 pedone del bianco · b2 pedone del bianco · f2 pedone del bianco · g2 pedone del bianco · h2 pedone del bianco · c1 torre del bianco · e1 torre del bianco · g1 re del bianco | 6 |
| 5 | a8 torre del nero · c8 torre del nero · e8 re del nero · a7 pedone del nero · b7 pedone del nero · d7 donna del nero · e7 cavallo del nero · h7 pedone del nero · f6 pedone del nero · g6 pedone del nero · d5 pedone del nero · g5 cavallo del bianco · g4 donna del bianco · a2 pedone del bianco · b2 pedone del bianco · f2 pedone del bianco · g2 pedone del bianco · h2 pedone del bianco · c1 torre del bianco · e1 torre del bianco · g1 re del bianco | a8 torre del nero · c8 torre del nero · e8 re del nero · a7 pedone del nero · b7 pedone del nero · d7 donna del nero · e7 cavallo del nero · h7 pedone del nero · f6 pedone del nero · g6 pedone del nero · d5 pedone del nero · g5 cavallo del bianco · g4 donna del bianco · a2 pedone del bianco · b2 pedone del bianco · f2 pedone del bianco · g2 pedone del bianco · h2 pedone del bianco · c1 torre del bianco · e1 torre del bianco · g1 re del bianco | a8 torre del nero · c8 torre del nero · e8 re del nero · a7 pedone del nero · b7 pedone del nero · d7 donna del nero · e7 cavallo del nero · h7 pedone del nero · f6 pedone del nero · g6 pedone del nero · d5 pedone del nero · g5 cavallo del bianco · g4 donna del bianco · a2 pedone del bianco · b2 pedone del bianco · f2 pedone del bianco · g2 pedone del bianco · h2 pedone del bianco · c1 torre del bianco · e1 torre del bianco · g1 re del bianco | a8 torre del nero · c8 torre del nero · e8 re del nero · a7 pedone del nero · b7 pedone del nero · d7 donna del nero · e7 cavallo del nero · h7 pedone del nero · f6 pedone del nero · g6 pedone del nero · d5 pedone del nero · g5 cavallo del bianco · g4 donna del bianco · a2 pedone del bianco · b2 pedone del bianco · f2 pedone del bianco · g2 pedone del bianco · h2 pedone del bianco · c1 torre del bianco · e1 torre del bianco · g1 re del bianco | a8 torre del nero · c8 torre del nero · e8 re del nero · a7 pedone del nero · b7 pedone del nero · d7 donna del nero · e7 cavallo del nero · h7 pedone del nero · f6 pedone del nero · g6 pedone del nero · d5 pedone del nero · g5 cavallo del bianco · g4 donna del bianco · a2 pedone del bianco · b2 pedone del bianco · f2 pedone del bianco · g2 pedone del bianco · h2 pedone del bianco · c1 torre del bianco · e1 torre del bianco · g1 re del bianco | a8 torre del nero · c8 torre del nero · e8 re del nero · a7 pedone del nero · b7 pedone del nero · d7 donna del nero · e7 cavallo del nero · h7 pedone del nero · f6 pedone del nero · g6 pedone del nero · d5 pedone del nero · g5 cavallo del bianco · g4 donna del bianco · a2 pedone del bianco · b2 pedone del bianco · f2 pedone del bianco · g2 pedone del bianco · h2 pedone del bianco · c1 torre del bianco · e1 torre del bianco · g1 re del bianco | a8 torre del nero · c8 torre del nero · e8 re del nero · a7 pedone del nero · b7 pedone del nero · d7 donna del nero · e7 cavallo del nero · h7 pedone del nero · f6 pedone del nero · g6 pedone del nero · d5 pedone del nero · g5 cavallo del bianco · g4 donna del bianco · a2 pedone del bianco · b2 pedone del bianco · f2 pedone del bianco · g2 pedone del bianco · h2 pedone del bianco · c1 torre del bianco · e1 torre del bianco · g1 re del bianco | a8 torre del nero · c8 torre del nero · e8 re del nero · a7 pedone del nero · b7 pedone del nero · d7 donna del nero · e7 cavallo del nero · h7 pedone del nero · f6 pedone del nero · g6 pedone del nero · d5 pedone del nero · g5 cavallo del bianco · g4 donna del bianco · a2 pedone del bianco · b2 pedone del bianco · f2 pedone del bianco · g2 pedone del bianco · h2 pedone del bianco · c1 torre del bianco · e1 torre del bianco · g1 re del bianco | 5 |
| 4 | a8 torre del nero · c8 torre del nero · e8 re del nero · a7 pedone del nero · b7 pedone del nero · d7 donna del nero · e7 cavallo del nero · h7 pedone del nero · f6 pedone del nero · g6 pedone del nero · d5 pedone del nero · g5 cavallo del bianco · g4 donna del bianco · a2 pedone del bianco · b2 pedone del bianco · f2 pedone del bianco · g2 pedone del bianco · h2 pedone del bianco · c1 torre del bianco · e1 torre del bianco · g1 re del bianco | a8 torre del nero · c8 torre del nero · e8 re del nero · a7 pedone del nero · b7 pedone del nero · d7 donna del nero · e7 cavallo del nero · h7 pedone del nero · f6 pedone del nero · g6 pedone del nero · d5 pedone del nero · g5 cavallo del bianco · g4 donna del bianco · a2 pedone del bianco · b2 pedone del bianco · f2 pedone del bianco · g2 pedone del bianco · h2 pedone del bianco · c1 torre del bianco · e1 torre del bianco · g1 re del bianco | a8 torre del nero · c8 torre del nero · e8 re del nero · a7 pedone del nero · b7 pedone del nero · d7 donna del nero · e7 cavallo del nero · h7 pedone del nero · f6 pedone del nero · g6 pedone del nero · d5 pedone del nero · g5 cavallo del bianco · g4 donna del bianco · a2 pedone del bianco · b2 pedone del bianco · f2 pedone del bianco · g2 pedone del bianco · h2 pedone del bianco · c1 torre del bianco · e1 torre del bianco · g1 re del bianco | a8 torre del nero · c8 torre del nero · e8 re del nero · a7 pedone del nero · b7 pedone del nero · d7 donna del nero · e7 cavallo del nero · h7 pedone del nero · f6 pedone del nero · g6 pedone del nero · d5 pedone del nero · g5 cavallo del bianco · g4 donna del bianco · a2 pedone del bianco · b2 pedone del bianco · f2 pedone del bianco · g2 pedone del bianco · h2 pedone del bianco · c1 torre del bianco · e1 torre del bianco · g1 re del bianco | a8 torre del nero · c8 torre del nero · e8 re del nero · a7 pedone del nero · b7 pedone del nero · d7 donna del nero · e7 cavallo del nero · h7 pedone del nero · f6 pedone del nero · g6 pedone del nero · d5 pedone del nero · g5 cavallo del bianco · g4 donna del bianco · a2 pedone del bianco · b2 pedone del bianco · f2 pedone del bianco · g2 pedone del bianco · h2 pedone del bianco · c1 torre del bianco · e1 torre del bianco · g1 re del bianco | a8 torre del nero · c8 torre del nero · e8 re del nero · a7 pedone del nero · b7 pedone del nero · d7 donna del nero · e7 cavallo del nero · h7 pedone del nero · f6 pedone del nero · g6 pedone del nero · d5 pedone del nero · g5 cavallo del bianco · g4 donna del bianco · a2 pedone del bianco · b2 pedone del bianco · f2 pedone del bianco · g2 pedone del bianco · h2 pedone del bianco · c1 torre del bianco · e1 torre del bianco · g1 re del bianco | a8 torre del nero · c8 torre del nero · e8 re del nero · a7 pedone del nero · b7 pedone del nero · d7 donna del nero · e7 cavallo del nero · h7 pedone del nero · f6 pedone del nero · g6 pedone del nero · d5 pedone del nero · g5 cavallo del bianco · g4 donna del bianco · a2 pedone del bianco · b2 pedone del bianco · f2 pedone del bianco · g2 pedone del bianco · h2 pedone del bianco · c1 torre del bianco · e1 torre del bianco · g1 re del bianco | a8 torre del nero · c8 torre del nero · e8 re del nero · a7 pedone del nero · b7 pedone del nero · d7 donna del nero · e7 cavallo del nero · h7 pedone del nero · f6 pedone del nero · g6 pedone del nero · d5 pedone del nero · g5 cavallo del bianco · g4 donna del bianco · a2 pedone del bianco · b2 pedone del bianco · f2 pedone del bianco · g2 pedone del bianco · h2 pedone del bianco · c1 torre del bianco · e1 torre del bianco · g1 re del bianco | 4 |
| 3 | a8 torre del nero · c8 torre del nero · e8 re del nero · a7 pedone del nero · b7 pedone del nero · d7 donna del nero · e7 cavallo del nero · h7 pedone del nero · f6 pedone del nero · g6 pedone del nero · d5 pedone del nero · g5 cavallo del bianco · g4 donna del bianco · a2 pedone del bianco · b2 pedone del bianco · f2 pedone del bianco · g2 pedone del bianco · h2 pedone del bianco · c1 torre del bianco · e1 torre del bianco · g1 re del bianco | a8 torre del nero · c8 torre del nero · e8 re del nero · a7 pedone del nero · b7 pedone del nero · d7 donna del nero · e7 cavallo del nero · h7 pedone del nero · f6 pedone del nero · g6 pedone del nero · d5 pedone del nero · g5 cavallo del bianco · g4 donna del bianco · a2 pedone del bianco · b2 pedone del bianco · f2 pedone del bianco · g2 pedone del bianco · h2 pedone del bianco · c1 torre del bianco · e1 torre del bianco · g1 re del bianco | a8 torre del nero · c8 torre del nero · e8 re del nero · a7 pedone del nero · b7 pedone del nero · d7 donna del nero · e7 cavallo del nero · h7 pedone del nero · f6 pedone del nero · g6 pedone del nero · d5 pedone del nero · g5 cavallo del bianco · g4 donna del bianco · a2 pedone del bianco · b2 pedone del bianco · f2 pedone del bianco · g2 pedone del bianco · h2 pedone del bianco · c1 torre del bianco · e1 torre del bianco · g1 re del bianco | a8 torre del nero · c8 torre del nero · e8 re del nero · a7 pedone del nero · b7 pedone del nero · d7 donna del nero · e7 cavallo del nero · h7 pedone del nero · f6 pedone del nero · g6 pedone del nero · d5 pedone del nero · g5 cavallo del bianco · g4 donna del bianco · a2 pedone del bianco · b2 pedone del bianco · f2 pedone del bianco · g2 pedone del bianco · h2 pedone del bianco · c1 torre del bianco · e1 torre del bianco · g1 re del bianco | a8 torre del nero · c8 torre del nero · e8 re del nero · a7 pedone del nero · b7 pedone del nero · d7 donna del nero · e7 cavallo del nero · h7 pedone del nero · f6 pedone del nero · g6 pedone del nero · d5 pedone del nero · g5 cavallo del bianco · g4 donna del bianco · a2 pedone del bianco · b2 pedone del bianco · f2 pedone del bianco · g2 pedone del bianco · h2 pedone del bianco · c1 torre del bianco · e1 torre del bianco · g1 re del bianco | a8 torre del nero · c8 torre del nero · e8 re del nero · a7 pedone del nero · b7 pedone del nero · d7 donna del nero · e7 cavallo del nero · h7 pedone del nero · f6 pedone del nero · g6 pedone del nero · d5 pedone del nero · g5 cavallo del bianco · g4 donna del bianco · a2 pedone del bianco · b2 pedone del bianco · f2 pedone del bianco · g2 pedone del bianco · h2 pedone del bianco · c1 torre del bianco · e1 torre del bianco · g1 re del bianco | a8 torre del nero · c8 torre del nero · e8 re del nero · a7 pedone del nero · b7 pedone del nero · d7 donna del nero · e7 cavallo del nero · h7 pedone del nero · f6 pedone del nero · g6 pedone del nero · d5 pedone del nero · g5 cavallo del bianco · g4 donna del bianco · a2 pedone del bianco · b2 pedone del bianco · f2 pedone del bianco · g2 pedone del bianco · h2 pedone del bianco · c1 torre del bianco · e1 torre del bianco · g1 re del bianco | a8 torre del nero · c8 torre del nero · e8 re del nero · a7 pedone del nero · b7 pedone del nero · d7 donna del nero · e7 cavallo del nero · h7 pedone del nero · f6 pedone del nero · g6 pedone del nero · d5 pedone del nero · g5 cavallo del bianco · g4 donna del bianco · a2 pedone del bianco · b2 pedone del bianco · f2 pedone del bianco · g2 pedone del bianco · h2 pedone del bianco · c1 torre del bianco · e1 torre del bianco · g1 re del bianco | 3 |
| 2 | a8 torre del nero · c8 torre del nero · e8 re del nero · a7 pedone del nero · b7 pedone del nero · d7 donna del nero · e7 cavallo del nero · h7 pedone del nero · f6 pedone del nero · g6 pedone del nero · d5 pedone del nero · g5 cavallo del bianco · g4 donna del bianco · a2 pedone del bianco · b2 pedone del bianco · f2 pedone del bianco · g2 pedone del bianco · h2 pedone del bianco · c1 torre del bianco · e1 torre del bianco · g1 re del bianco | a8 torre del nero · c8 torre del nero · e8 re del nero · a7 pedone del nero · b7 pedone del nero · d7 donna del nero · e7 cavallo del nero · h7 pedone del nero · f6 pedone del nero · g6 pedone del nero · d5 pedone del nero · g5 cavallo del bianco · g4 donna del bianco · a2 pedone del bianco · b2 pedone del bianco · f2 pedone del bianco · g2 pedone del bianco · h2 pedone del bianco · c1 torre del bianco · e1 torre del bianco · g1 re del bianco | a8 torre del nero · c8 torre del nero · e8 re del nero · a7 pedone del nero · b7 pedone del nero · d7 donna del nero · e7 cavallo del nero · h7 pedone del nero · f6 pedone del nero · g6 pedone del nero · d5 pedone del nero · g5 cavallo del bianco · g4 donna del bianco · a2 pedone del bianco · b2 pedone del bianco · f2 pedone del bianco · g2 pedone del bianco · h2 pedone del bianco · c1 torre del bianco · e1 torre del bianco · g1 re del bianco | a8 torre del nero · c8 torre del nero · e8 re del nero · a7 pedone del nero · b7 pedone del nero · d7 donna del nero · e7 cavallo del nero · h7 pedone del nero · f6 pedone del nero · g6 pedone del nero · d5 pedone del nero · g5 cavallo del bianco · g4 donna del bianco · a2 pedone del bianco · b2 pedone del bianco · f2 pedone del bianco · g2 pedone del bianco · h2 pedone del bianco · c1 torre del bianco · e1 torre del bianco · g1 re del bianco | a8 torre del nero · c8 torre del nero · e8 re del nero · a7 pedone del nero · b7 pedone del nero · d7 donna del nero · e7 cavallo del nero · h7 pedone del nero · f6 pedone del nero · g6 pedone del nero · d5 pedone del nero · g5 cavallo del bianco · g4 donna del bianco · a2 pedone del bianco · b2 pedone del bianco · f2 pedone del bianco · g2 pedone del bianco · h2 pedone del bianco · c1 torre del bianco · e1 torre del bianco · g1 re del bianco | a8 torre del nero · c8 torre del nero · e8 re del nero · a7 pedone del nero · b7 pedone del nero · d7 donna del nero · e7 cavallo del nero · h7 pedone del nero · f6 pedone del nero · g6 pedone del nero · d5 pedone del nero · g5 cavallo del bianco · g4 donna del bianco · a2 pedone del bianco · b2 pedone del bianco · f2 pedone del bianco · g2 pedone del bianco · h2 pedone del bianco · c1 torre del bianco · e1 torre del bianco · g1 re del bianco | a8 torre del nero · c8 torre del nero · e8 re del nero · a7 pedone del nero · b7 pedone del nero · d7 donna del nero · e7 cavallo del nero · h7 pedone del nero · f6 pedone del nero · g6 pedone del nero · d5 pedone del nero · g5 cavallo del bianco · g4 donna del bianco · a2 pedone del bianco · b2 pedone del bianco · f2 pedone del bianco · g2 pedone del bianco · h2 pedone del bianco · c1 torre del bianco · e1 torre del bianco · g1 re del bianco | a8 torre del nero · c8 torre del nero · e8 re del nero · a7 pedone del nero · b7 pedone del nero · d7 donna del nero · e7 cavallo del nero · h7 pedone del nero · f6 pedone del nero · g6 pedone del nero · d5 pedone del nero · g5 cavallo del bianco · g4 donna del bianco · a2 pedone del bianco · b2 pedone del bianco · f2 pedone del bianco · g2 pedone del bianco · h2 pedone del bianco · c1 torre del bianco · e1 torre del bianco · g1 re del bianco | 2 |
| 1 | a8 torre del nero · c8 torre del nero · e8 re del nero · a7 pedone del nero · b7 pedone del nero · d7 donna del nero · e7 cavallo del nero · h7 pedone del nero · f6 pedone del nero · g6 pedone del nero · d5 pedone del nero · g5 cavallo del bianco · g4 donna del bianco · a2 pedone del bianco · b2 pedone del bianco · f2 pedone del bianco · g2 pedone del bianco · h2 pedone del bianco · c1 torre del bianco · e1 torre del bianco · g1 re del bianco | a8 torre del nero · c8 torre del nero · e8 re del nero · a7 pedone del nero · b7 pedone del nero · d7 donna del nero · e7 cavallo del nero · h7 pedone del nero · f6 pedone del nero · g6 pedone del nero · d5 pedone del nero · g5 cavallo del bianco · g4 donna del bianco · a2 pedone del bianco · b2 pedone del bianco · f2 pedone del bianco · g2 pedone del bianco · h2 pedone del bianco · c1 torre del bianco · e1 torre del bianco · g1 re del bianco | a8 torre del nero · c8 torre del nero · e8 re del nero · a7 pedone del nero · b7 pedone del nero · d7 donna del nero · e7 cavallo del nero · h7 pedone del nero · f6 pedone del nero · g6 pedone del nero · d5 pedone del nero · g5 cavallo del bianco · g4 donna del bianco · a2 pedone del bianco · b2 pedone del bianco · f2 pedone del bianco · g2 pedone del bianco · h2 pedone del bianco · c1 torre del bianco · e1 torre del bianco · g1 re del bianco | a8 torre del nero · c8 torre del nero · e8 re del nero · a7 pedone del nero · b7 pedone del nero · d7 donna del nero · e7 cavallo del nero · h7 pedone del nero · f6 pedone del nero · g6 pedone del nero · d5 pedone del nero · g5 cavallo del bianco · g4 donna del bianco · a2 pedone del bianco · b2 pedone del bianco · f2 pedone del bianco · g2 pedone del bianco · h2 pedone del bianco · c1 torre del bianco · e1 torre del bianco · g1 re del bianco | a8 torre del nero · c8 torre del nero · e8 re del nero · a7 pedone del nero · b7 pedone del nero · d7 donna del nero · e7 cavallo del nero · h7 pedone del nero · f6 pedone del nero · g6 pedone del nero · d5 pedone del nero · g5 cavallo del bianco · g4 donna del bianco · a2 pedone del bianco · b2 pedone del bianco · f2 pedone del bianco · g2 pedone del bianco · h2 pedone del bianco · c1 torre del bianco · e1 torre del bianco · g1 re del bianco | a8 torre del nero · c8 torre del nero · e8 re del nero · a7 pedone del nero · b7 pedone del nero · d7 donna del nero · e7 cavallo del nero · h7 pedone del nero · f6 pedone del nero · g6 pedone del nero · d5 pedone del nero · g5 cavallo del bianco · g4 donna del bianco · a2 pedone del bianco · b2 pedone del bianco · f2 pedone del bianco · g2 pedone del bianco · h2 pedone del bianco · c1 torre del bianco · e1 torre del bianco · g1 re del bianco | a8 torre del nero · c8 torre del nero · e8 re del nero · a7 pedone del nero · b7 pedone del nero · d7 donna del nero · e7 cavallo del nero · h7 pedone del nero · f6 pedone del nero · g6 pedone del nero · d5 pedone del nero · g5 cavallo del bianco · g4 donna del bianco · a2 pedone del bianco · b2 pedone del bianco · f2 pedone del bianco · g2 pedone del bianco · h2 pedone del bianco · c1 torre del bianco · e1 torre del bianco · g1 re del bianco | a8 torre del nero · c8 torre del nero · e8 re del nero · a7 pedone del nero · b7 pedone del nero · d7 donna del nero · e7 cavallo del nero · h7 pedone del nero · f6 pedone del nero · g6 pedone del nero · d5 pedone del nero · g5 cavallo del bianco · g4 donna del bianco · a2 pedone del bianco · b2 pedone del bianco · f2 pedone del bianco · g2 pedone del bianco · h2 pedone del bianco · c1 torre del bianco · e1 torre del bianco · g1 re del bianco | 1 |
|   | a | b | c | d | e | f | g | h |   |

Giocata nel 10º turno. Partita italiana
1.e4 e5 2.Cf3 Cc6 3.Ac4 Ac5 4.c3 Cf6 5.d4 exd4 6.cxd4 Ab4+ 7.Cc3 (var. Greco) ...d5 8.exd5 Cxd5 9.0-0 Ae6 10.Ag5 Ae7 11.Axd5! Axd5 12.Cxd5 Dxd5 13.Axe7 Cxe7 14.Te1 f6 15.De2 Dd7 16.Tac1 c6? (16 ...Rf7 era migliore)  17.d5!  (un sacrificio di pedone che permette un forte attacco, liberando la casa d5 per il Cavallo) 17...cxd5 18.Cd4 Rf7 19.Ce6 Thc8 20.Dg4 g6 21.Cg5+ Re8   (vedi diagramma)
A questo punto Steinitz gioca una mossa straordinaria: 22.Txe7+!!, lasciando tutti i pezzi in presa. Il Nero non può catturare la Torre (22...Dxe7 23.Txc8+ Txc8 24.Dxc8+ Dd8 25.Dxd8+ e il Bianco vince facilmente, mentre 22...Rxe7 23.Te1+ Rd6 24.Db4+ Tc5 25.Ce6 vince ugualmente), tuttavia il Bianco non può catturare la Donna perché prende matto con Txc1.
Il Nero quindi giocò 22...Rf8 23.Tf7+! Rg8 24.Tg7+ Rh8 25.Txh7+!! (il tema del mulinello). Questa mossa, eliminando il pedone h7, permette alla Donna bianca di entrare in gioco senza permettere ...Txc1 matto. Rendendosi conto di ciò, von Bardeleben lascià la sala del torneo, senza abbandonare e senza la stretta di mano all'avversario, lasciando esaurire il proprio tempo. Steinitz poi dimostrò come avrebbe potuto proseguire la partita:
25...Rg8 26.Tg7+ Rh8 27.Dh4+ Rxg7 28.Dh7+ Rf8 29.Dh8+ Re7 30.Dg7+ Re8 31.Dg8+ Re7 32.Df7+ Rd8 33.Df8+ De8 34.Nf7+ Rd7 35.Dd6 #
Questa partita ricevette il 1º premio di bellezza del torneo.

### Pillsbury - Gunsberg
|   | a | b | c | d | e | f | g | h |   |
| 8 | b8 cavallo del nero · e7 re del nero · h7 pedone del nero · a6 pedone del nero · e6 pedone del nero · f6 pedone del nero · g6 pedone del nero · b5 pedone del nero · c5 pedone del bianco · d5 pedone del nero · d4 pedone del bianco · f4 pedone del bianco · g4 pedone del bianco · d3 cavallo del bianco · e3 pedone del bianco · a2 pedone del bianco · e2 re del bianco · h2 pedone del bianco | b8 cavallo del nero · e7 re del nero · h7 pedone del nero · a6 pedone del nero · e6 pedone del nero · f6 pedone del nero · g6 pedone del nero · b5 pedone del nero · c5 pedone del bianco · d5 pedone del nero · d4 pedone del bianco · f4 pedone del bianco · g4 pedone del bianco · d3 cavallo del bianco · e3 pedone del bianco · a2 pedone del bianco · e2 re del bianco · h2 pedone del bianco | b8 cavallo del nero · e7 re del nero · h7 pedone del nero · a6 pedone del nero · e6 pedone del nero · f6 pedone del nero · g6 pedone del nero · b5 pedone del nero · c5 pedone del bianco · d5 pedone del nero · d4 pedone del bianco · f4 pedone del bianco · g4 pedone del bianco · d3 cavallo del bianco · e3 pedone del bianco · a2 pedone del bianco · e2 re del bianco · h2 pedone del bianco | b8 cavallo del nero · e7 re del nero · h7 pedone del nero · a6 pedone del nero · e6 pedone del nero · f6 pedone del nero · g6 pedone del nero · b5 pedone del nero · c5 pedone del bianco · d5 pedone del nero · d4 pedone del bianco · f4 pedone del bianco · g4 pedone del bianco · d3 cavallo del bianco · e3 pedone del bianco · a2 pedone del bianco · e2 re del bianco · h2 pedone del bianco | b8 cavallo del nero · e7 re del nero · h7 pedone del nero · a6 pedone del nero · e6 pedone del nero · f6 pedone del nero · g6 pedone del nero · b5 pedone del nero · c5 pedone del bianco · d5 pedone del nero · d4 pedone del bianco · f4 pedone del bianco · g4 pedone del bianco · d3 cavallo del bianco · e3 pedone del bianco · a2 pedone del bianco · e2 re del bianco · h2 pedone del bianco | b8 cavallo del nero · e7 re del nero · h7 pedone del nero · a6 pedone del nero · e6 pedone del nero · f6 pedone del nero · g6 pedone del nero · b5 pedone del nero · c5 pedone del bianco · d5 pedone del nero · d4 pedone del bianco · f4 pedone del bianco · g4 pedone del bianco · d3 cavallo del bianco · e3 pedone del bianco · a2 pedone del bianco · e2 re del bianco · h2 pedone del bianco | b8 cavallo del nero · e7 re del nero · h7 pedone del nero · a6 pedone del nero · e6 pedone del nero · f6 pedone del nero · g6 pedone del nero · b5 pedone del nero · c5 pedone del bianco · d5 pedone del nero · d4 pedone del bianco · f4 pedone del bianco · g4 pedone del bianco · d3 cavallo del bianco · e3 pedone del bianco · a2 pedone del bianco · e2 re del bianco · h2 pedone del bianco | b8 cavallo del nero · e7 re del nero · h7 pedone del nero · a6 pedone del nero · e6 pedone del nero · f6 pedone del nero · g6 pedone del nero · b5 pedone del nero · c5 pedone del bianco · d5 pedone del nero · d4 pedone del bianco · f4 pedone del bianco · g4 pedone del bianco · d3 cavallo del bianco · e3 pedone del bianco · a2 pedone del bianco · e2 re del bianco · h2 pedone del bianco | 8 |
| 7 | b8 cavallo del nero · e7 re del nero · h7 pedone del nero · a6 pedone del nero · e6 pedone del nero · f6 pedone del nero · g6 pedone del nero · b5 pedone del nero · c5 pedone del bianco · d5 pedone del nero · d4 pedone del bianco · f4 pedone del bianco · g4 pedone del bianco · d3 cavallo del bianco · e3 pedone del bianco · a2 pedone del bianco · e2 re del bianco · h2 pedone del bianco | b8 cavallo del nero · e7 re del nero · h7 pedone del nero · a6 pedone del nero · e6 pedone del nero · f6 pedone del nero · g6 pedone del nero · b5 pedone del nero · c5 pedone del bianco · d5 pedone del nero · d4 pedone del bianco · f4 pedone del bianco · g4 pedone del bianco · d3 cavallo del bianco · e3 pedone del bianco · a2 pedone del bianco · e2 re del bianco · h2 pedone del bianco | b8 cavallo del nero · e7 re del nero · h7 pedone del nero · a6 pedone del nero · e6 pedone del nero · f6 pedone del nero · g6 pedone del nero · b5 pedone del nero · c5 pedone del bianco · d5 pedone del nero · d4 pedone del bianco · f4 pedone del bianco · g4 pedone del bianco · d3 cavallo del bianco · e3 pedone del bianco · a2 pedone del bianco · e2 re del bianco · h2 pedone del bianco | b8 cavallo del nero · e7 re del nero · h7 pedone del nero · a6 pedone del nero · e6 pedone del nero · f6 pedone del nero · g6 pedone del nero · b5 pedone del nero · c5 pedone del bianco · d5 pedone del nero · d4 pedone del bianco · f4 pedone del bianco · g4 pedone del bianco · d3 cavallo del bianco · e3 pedone del bianco · a2 pedone del bianco · e2 re del bianco · h2 pedone del bianco | b8 cavallo del nero · e7 re del nero · h7 pedone del nero · a6 pedone del nero · e6 pedone del nero · f6 pedone del nero · g6 pedone del nero · b5 pedone del nero · c5 pedone del bianco · d5 pedone del nero · d4 pedone del bianco · f4 pedone del bianco · g4 pedone del bianco · d3 cavallo del bianco · e3 pedone del bianco · a2 pedone del bianco · e2 re del bianco · h2 pedone del bianco | b8 cavallo del nero · e7 re del nero · h7 pedone del nero · a6 pedone del nero · e6 pedone del nero · f6 pedone del nero · g6 pedone del nero · b5 pedone del nero · c5 pedone del bianco · d5 pedone del nero · d4 pedone del bianco · f4 pedone del bianco · g4 pedone del bianco · d3 cavallo del bianco · e3 pedone del bianco · a2 pedone del bianco · e2 re del bianco · h2 pedone del bianco | b8 cavallo del nero · e7 re del nero · h7 pedone del nero · a6 pedone del nero · e6 pedone del nero · f6 pedone del nero · g6 pedone del nero · b5 pedone del nero · c5 pedone del bianco · d5 pedone del nero · d4 pedone del bianco · f4 pedone del bianco · g4 pedone del bianco · d3 cavallo del bianco · e3 pedone del bianco · a2 pedone del bianco · e2 re del bianco · h2 pedone del bianco | b8 cavallo del nero · e7 re del nero · h7 pedone del nero · a6 pedone del nero · e6 pedone del nero · f6 pedone del nero · g6 pedone del nero · b5 pedone del nero · c5 pedone del bianco · d5 pedone del nero · d4 pedone del bianco · f4 pedone del bianco · g4 pedone del bianco · d3 cavallo del bianco · e3 pedone del bianco · a2 pedone del bianco · e2 re del bianco · h2 pedone del bianco | 7 |
| 6 | b8 cavallo del nero · e7 re del nero · h7 pedone del nero · a6 pedone del nero · e6 pedone del nero · f6 pedone del nero · g6 pedone del nero · b5 pedone del nero · c5 pedone del bianco · d5 pedone del nero · d4 pedone del bianco · f4 pedone del bianco · g4 pedone del bianco · d3 cavallo del bianco · e3 pedone del bianco · a2 pedone del bianco · e2 re del bianco · h2 pedone del bianco | b8 cavallo del nero · e7 re del nero · h7 pedone del nero · a6 pedone del nero · e6 pedone del nero · f6 pedone del nero · g6 pedone del nero · b5 pedone del nero · c5 pedone del bianco · d5 pedone del nero · d4 pedone del bianco · f4 pedone del bianco · g4 pedone del bianco · d3 cavallo del bianco · e3 pedone del bianco · a2 pedone del bianco · e2 re del bianco · h2 pedone del bianco | b8 cavallo del nero · e7 re del nero · h7 pedone del nero · a6 pedone del nero · e6 pedone del nero · f6 pedone del nero · g6 pedone del nero · b5 pedone del nero · c5 pedone del bianco · d5 pedone del nero · d4 pedone del bianco · f4 pedone del bianco · g4 pedone del bianco · d3 cavallo del bianco · e3 pedone del bianco · a2 pedone del bianco · e2 re del bianco · h2 pedone del bianco | b8 cavallo del nero · e7 re del nero · h7 pedone del nero · a6 pedone del nero · e6 pedone del nero · f6 pedone del nero · g6 pedone del nero · b5 pedone del nero · c5 pedone del bianco · d5 pedone del nero · d4 pedone del bianco · f4 pedone del bianco · g4 pedone del bianco · d3 cavallo del bianco · e3 pedone del bianco · a2 pedone del bianco · e2 re del bianco · h2 pedone del bianco | b8 cavallo del nero · e7 re del nero · h7 pedone del nero · a6 pedone del nero · e6 pedone del nero · f6 pedone del nero · g6 pedone del nero · b5 pedone del nero · c5 pedone del bianco · d5 pedone del nero · d4 pedone del bianco · f4 pedone del bianco · g4 pedone del bianco · d3 cavallo del bianco · e3 pedone del bianco · a2 pedone del bianco · e2 re del bianco · h2 pedone del bianco | b8 cavallo del nero · e7 re del nero · h7 pedone del nero · a6 pedone del nero · e6 pedone del nero · f6 pedone del nero · g6 pedone del nero · b5 pedone del nero · c5 pedone del bianco · d5 pedone del nero · d4 pedone del bianco · f4 pedone del bianco · g4 pedone del bianco · d3 cavallo del bianco · e3 pedone del bianco · a2 pedone del bianco · e2 re del bianco · h2 pedone del bianco | b8 cavallo del nero · e7 re del nero · h7 pedone del nero · a6 pedone del nero · e6 pedone del nero · f6 pedone del nero · g6 pedone del nero · b5 pedone del nero · c5 pedone del bianco · d5 pedone del nero · d4 pedone del bianco · f4 pedone del bianco · g4 pedone del bianco · d3 cavallo del bianco · e3 pedone del bianco · a2 pedone del bianco · e2 re del bianco · h2 pedone del bianco | b8 cavallo del nero · e7 re del nero · h7 pedone del nero · a6 pedone del nero · e6 pedone del nero · f6 pedone del nero · g6 pedone del nero · b5 pedone del nero · c5 pedone del bianco · d5 pedone del nero · d4 pedone del bianco · f4 pedone del bianco · g4 pedone del bianco · d3 cavallo del bianco · e3 pedone del bianco · a2 pedone del bianco · e2 re del bianco · h2 pedone del bianco | 6 |
| 5 | b8 cavallo del nero · e7 re del nero · h7 pedone del nero · a6 pedone del nero · e6 pedone del nero · f6 pedone del nero · g6 pedone del nero · b5 pedone del nero · c5 pedone del bianco · d5 pedone del nero · d4 pedone del bianco · f4 pedone del bianco · g4 pedone del bianco · d3 cavallo del bianco · e3 pedone del bianco · a2 pedone del bianco · e2 re del bianco · h2 pedone del bianco | b8 cavallo del nero · e7 re del nero · h7 pedone del nero · a6 pedone del nero · e6 pedone del nero · f6 pedone del nero · g6 pedone del nero · b5 pedone del nero · c5 pedone del bianco · d5 pedone del nero · d4 pedone del bianco · f4 pedone del bianco · g4 pedone del bianco · d3 cavallo del bianco · e3 pedone del bianco · a2 pedone del bianco · e2 re del bianco · h2 pedone del bianco | b8 cavallo del nero · e7 re del nero · h7 pedone del nero · a6 pedone del nero · e6 pedone del nero · f6 pedone del nero · g6 pedone del nero · b5 pedone del nero · c5 pedone del bianco · d5 pedone del nero · d4 pedone del bianco · f4 pedone del bianco · g4 pedone del bianco · d3 cavallo del bianco · e3 pedone del bianco · a2 pedone del bianco · e2 re del bianco · h2 pedone del bianco | b8 cavallo del nero · e7 re del nero · h7 pedone del nero · a6 pedone del nero · e6 pedone del nero · f6 pedone del nero · g6 pedone del nero · b5 pedone del nero · c5 pedone del bianco · d5 pedone del nero · d4 pedone del bianco · f4 pedone del bianco · g4 pedone del bianco · d3 cavallo del bianco · e3 pedone del bianco · a2 pedone del bianco · e2 re del bianco · h2 pedone del bianco | b8 cavallo del nero · e7 re del nero · h7 pedone del nero · a6 pedone del nero · e6 pedone del nero · f6 pedone del nero · g6 pedone del nero · b5 pedone del nero · c5 pedone del bianco · d5 pedone del nero · d4 pedone del bianco · f4 pedone del bianco · g4 pedone del bianco · d3 cavallo del bianco · e3 pedone del bianco · a2 pedone del bianco · e2 re del bianco · h2 pedone del bianco | b8 cavallo del nero · e7 re del nero · h7 pedone del nero · a6 pedone del nero · e6 pedone del nero · f6 pedone del nero · g6 pedone del nero · b5 pedone del nero · c5 pedone del bianco · d5 pedone del nero · d4 pedone del bianco · f4 pedone del bianco · g4 pedone del bianco · d3 cavallo del bianco · e3 pedone del bianco · a2 pedone del bianco · e2 re del bianco · h2 pedone del bianco | b8 cavallo del nero · e7 re del nero · h7 pedone del nero · a6 pedone del nero · e6 pedone del nero · f6 pedone del nero · g6 pedone del nero · b5 pedone del nero · c5 pedone del bianco · d5 pedone del nero · d4 pedone del bianco · f4 pedone del bianco · g4 pedone del bianco · d3 cavallo del bianco · e3 pedone del bianco · a2 pedone del bianco · e2 re del bianco · h2 pedone del bianco | b8 cavallo del nero · e7 re del nero · h7 pedone del nero · a6 pedone del nero · e6 pedone del nero · f6 pedone del nero · g6 pedone del nero · b5 pedone del nero · c5 pedone del bianco · d5 pedone del nero · d4 pedone del bianco · f4 pedone del bianco · g4 pedone del bianco · d3 cavallo del bianco · e3 pedone del bianco · a2 pedone del bianco · e2 re del bianco · h2 pedone del bianco | 5 |
| 4 | b8 cavallo del nero · e7 re del nero · h7 pedone del nero · a6 pedone del nero · e6 pedone del nero · f6 pedone del nero · g6 pedone del nero · b5 pedone del nero · c5 pedone del bianco · d5 pedone del nero · d4 pedone del bianco · f4 pedone del bianco · g4 pedone del bianco · d3 cavallo del bianco · e3 pedone del bianco · a2 pedone del bianco · e2 re del bianco · h2 pedone del bianco | b8 cavallo del nero · e7 re del nero · h7 pedone del nero · a6 pedone del nero · e6 pedone del nero · f6 pedone del nero · g6 pedone del nero · b5 pedone del nero · c5 pedone del bianco · d5 pedone del nero · d4 pedone del bianco · f4 pedone del bianco · g4 pedone del bianco · d3 cavallo del bianco · e3 pedone del bianco · a2 pedone del bianco · e2 re del bianco · h2 pedone del bianco | b8 cavallo del nero · e7 re del nero · h7 pedone del nero · a6 pedone del nero · e6 pedone del nero · f6 pedone del nero · g6 pedone del nero · b5 pedone del nero · c5 pedone del bianco · d5 pedone del nero · d4 pedone del bianco · f4 pedone del bianco · g4 pedone del bianco · d3 cavallo del bianco · e3 pedone del bianco · a2 pedone del bianco · e2 re del bianco · h2 pedone del bianco | b8 cavallo del nero · e7 re del nero · h7 pedone del nero · a6 pedone del nero · e6 pedone del nero · f6 pedone del nero · g6 pedone del nero · b5 pedone del nero · c5 pedone del bianco · d5 pedone del nero · d4 pedone del bianco · f4 pedone del bianco · g4 pedone del bianco · d3 cavallo del bianco · e3 pedone del bianco · a2 pedone del bianco · e2 re del bianco · h2 pedone del bianco | b8 cavallo del nero · e7 re del nero · h7 pedone del nero · a6 pedone del nero · e6 pedone del nero · f6 pedone del nero · g6 pedone del nero · b5 pedone del nero · c5 pedone del bianco · d5 pedone del nero · d4 pedone del bianco · f4 pedone del bianco · g4 pedone del bianco · d3 cavallo del bianco · e3 pedone del bianco · a2 pedone del bianco · e2 re del bianco · h2 pedone del bianco | b8 cavallo del nero · e7 re del nero · h7 pedone del nero · a6 pedone del nero · e6 pedone del nero · f6 pedone del nero · g6 pedone del nero · b5 pedone del nero · c5 pedone del bianco · d5 pedone del nero · d4 pedone del bianco · f4 pedone del bianco · g4 pedone del bianco · d3 cavallo del bianco · e3 pedone del bianco · a2 pedone del bianco · e2 re del bianco · h2 pedone del bianco | b8 cavallo del nero · e7 re del nero · h7 pedone del nero · a6 pedone del nero · e6 pedone del nero · f6 pedone del nero · g6 pedone del nero · b5 pedone del nero · c5 pedone del bianco · d5 pedone del nero · d4 pedone del bianco · f4 pedone del bianco · g4 pedone del bianco · d3 cavallo del bianco · e3 pedone del bianco · a2 pedone del bianco · e2 re del bianco · h2 pedone del bianco | b8 cavallo del nero · e7 re del nero · h7 pedone del nero · a6 pedone del nero · e6 pedone del nero · f6 pedone del nero · g6 pedone del nero · b5 pedone del nero · c5 pedone del bianco · d5 pedone del nero · d4 pedone del bianco · f4 pedone del bianco · g4 pedone del bianco · d3 cavallo del bianco · e3 pedone del bianco · a2 pedone del bianco · e2 re del bianco · h2 pedone del bianco | 4 |
| 3 | b8 cavallo del nero · e7 re del nero · h7 pedone del nero · a6 pedone del nero · e6 pedone del nero · f6 pedone del nero · g6 pedone del nero · b5 pedone del nero · c5 pedone del bianco · d5 pedone del nero · d4 pedone del bianco · f4 pedone del bianco · g4 pedone del bianco · d3 cavallo del bianco · e3 pedone del bianco · a2 pedone del bianco · e2 re del bianco · h2 pedone del bianco | b8 cavallo del nero · e7 re del nero · h7 pedone del nero · a6 pedone del nero · e6 pedone del nero · f6 pedone del nero · g6 pedone del nero · b5 pedone del nero · c5 pedone del bianco · d5 pedone del nero · d4 pedone del bianco · f4 pedone del bianco · g4 pedone del bianco · d3 cavallo del bianco · e3 pedone del bianco · a2 pedone del bianco · e2 re del bianco · h2 pedone del bianco | b8 cavallo del nero · e7 re del nero · h7 pedone del nero · a6 pedone del nero · e6 pedone del nero · f6 pedone del nero · g6 pedone del nero · b5 pedone del nero · c5 pedone del bianco · d5 pedone del nero · d4 pedone del bianco · f4 pedone del bianco · g4 pedone del bianco · d3 cavallo del bianco · e3 pedone del bianco · a2 pedone del bianco · e2 re del bianco · h2 pedone del bianco | b8 cavallo del nero · e7 re del nero · h7 pedone del nero · a6 pedone del nero · e6 pedone del nero · f6 pedone del nero · g6 pedone del nero · b5 pedone del nero · c5 pedone del bianco · d5 pedone del nero · d4 pedone del bianco · f4 pedone del bianco · g4 pedone del bianco · d3 cavallo del bianco · e3 pedone del bianco · a2 pedone del bianco · e2 re del bianco · h2 pedone del bianco | b8 cavallo del nero · e7 re del nero · h7 pedone del nero · a6 pedone del nero · e6 pedone del nero · f6 pedone del nero · g6 pedone del nero · b5 pedone del nero · c5 pedone del bianco · d5 pedone del nero · d4 pedone del bianco · f4 pedone del bianco · g4 pedone del bianco · d3 cavallo del bianco · e3 pedone del bianco · a2 pedone del bianco · e2 re del bianco · h2 pedone del bianco | b8 cavallo del nero · e7 re del nero · h7 pedone del nero · a6 pedone del nero · e6 pedone del nero · f6 pedone del nero · g6 pedone del nero · b5 pedone del nero · c5 pedone del bianco · d5 pedone del nero · d4 pedone del bianco · f4 pedone del bianco · g4 pedone del bianco · d3 cavallo del bianco · e3 pedone del bianco · a2 pedone del bianco · e2 re del bianco · h2 pedone del bianco | b8 cavallo del nero · e7 re del nero · h7 pedone del nero · a6 pedone del nero · e6 pedone del nero · f6 pedone del nero · g6 pedone del nero · b5 pedone del nero · c5 pedone del bianco · d5 pedone del nero · d4 pedone del bianco · f4 pedone del bianco · g4 pedone del bianco · d3 cavallo del bianco · e3 pedone del bianco · a2 pedone del bianco · e2 re del bianco · h2 pedone del bianco | b8 cavallo del nero · e7 re del nero · h7 pedone del nero · a6 pedone del nero · e6 pedone del nero · f6 pedone del nero · g6 pedone del nero · b5 pedone del nero · c5 pedone del bianco · d5 pedone del nero · d4 pedone del bianco · f4 pedone del bianco · g4 pedone del bianco · d3 cavallo del bianco · e3 pedone del bianco · a2 pedone del bianco · e2 re del bianco · h2 pedone del bianco | 3 |
| 2 | b8 cavallo del nero · e7 re del nero · h7 pedone del nero · a6 pedone del nero · e6 pedone del nero · f6 pedone del nero · g6 pedone del nero · b5 pedone del nero · c5 pedone del bianco · d5 pedone del nero · d4 pedone del bianco · f4 pedone del bianco · g4 pedone del bianco · d3 cavallo del bianco · e3 pedone del bianco · a2 pedone del bianco · e2 re del bianco · h2 pedone del bianco | b8 cavallo del nero · e7 re del nero · h7 pedone del nero · a6 pedone del nero · e6 pedone del nero · f6 pedone del nero · g6 pedone del nero · b5 pedone del nero · c5 pedone del bianco · d5 pedone del nero · d4 pedone del bianco · f4 pedone del bianco · g4 pedone del bianco · d3 cavallo del bianco · e3 pedone del bianco · a2 pedone del bianco · e2 re del bianco · h2 pedone del bianco | b8 cavallo del nero · e7 re del nero · h7 pedone del nero · a6 pedone del nero · e6 pedone del nero · f6 pedone del nero · g6 pedone del nero · b5 pedone del nero · c5 pedone del bianco · d5 pedone del nero · d4 pedone del bianco · f4 pedone del bianco · g4 pedone del bianco · d3 cavallo del bianco · e3 pedone del bianco · a2 pedone del bianco · e2 re del bianco · h2 pedone del bianco | b8 cavallo del nero · e7 re del nero · h7 pedone del nero · a6 pedone del nero · e6 pedone del nero · f6 pedone del nero · g6 pedone del nero · b5 pedone del nero · c5 pedone del bianco · d5 pedone del nero · d4 pedone del bianco · f4 pedone del bianco · g4 pedone del bianco · d3 cavallo del bianco · e3 pedone del bianco · a2 pedone del bianco · e2 re del bianco · h2 pedone del bianco | b8 cavallo del nero · e7 re del nero · h7 pedone del nero · a6 pedone del nero · e6 pedone del nero · f6 pedone del nero · g6 pedone del nero · b5 pedone del nero · c5 pedone del bianco · d5 pedone del nero · d4 pedone del bianco · f4 pedone del bianco · g4 pedone del bianco · d3 cavallo del bianco · e3 pedone del bianco · a2 pedone del bianco · e2 re del bianco · h2 pedone del bianco | b8 cavallo del nero · e7 re del nero · h7 pedone del nero · a6 pedone del nero · e6 pedone del nero · f6 pedone del nero · g6 pedone del nero · b5 pedone del nero · c5 pedone del bianco · d5 pedone del nero · d4 pedone del bianco · f4 pedone del bianco · g4 pedone del bianco · d3 cavallo del bianco · e3 pedone del bianco · a2 pedone del bianco · e2 re del bianco · h2 pedone del bianco | b8 cavallo del nero · e7 re del nero · h7 pedone del nero · a6 pedone del nero · e6 pedone del nero · f6 pedone del nero · g6 pedone del nero · b5 pedone del nero · c5 pedone del bianco · d5 pedone del nero · d4 pedone del bianco · f4 pedone del bianco · g4 pedone del bianco · d3 cavallo del bianco · e3 pedone del bianco · a2 pedone del bianco · e2 re del bianco · h2 pedone del bianco | b8 cavallo del nero · e7 re del nero · h7 pedone del nero · a6 pedone del nero · e6 pedone del nero · f6 pedone del nero · g6 pedone del nero · b5 pedone del nero · c5 pedone del bianco · d5 pedone del nero · d4 pedone del bianco · f4 pedone del bianco · g4 pedone del bianco · d3 cavallo del bianco · e3 pedone del bianco · a2 pedone del bianco · e2 re del bianco · h2 pedone del bianco | 2 |
| 1 | b8 cavallo del nero · e7 re del nero · h7 pedone del nero · a6 pedone del nero · e6 pedone del nero · f6 pedone del nero · g6 pedone del nero · b5 pedone del nero · c5 pedone del bianco · d5 pedone del nero · d4 pedone del bianco · f4 pedone del bianco · g4 pedone del bianco · d3 cavallo del bianco · e3 pedone del bianco · a2 pedone del bianco · e2 re del bianco · h2 pedone del bianco | b8 cavallo del nero · e7 re del nero · h7 pedone del nero · a6 pedone del nero · e6 pedone del nero · f6 pedone del nero · g6 pedone del nero · b5 pedone del nero · c5 pedone del bianco · d5 pedone del nero · d4 pedone del bianco · f4 pedone del bianco · g4 pedone del bianco · d3 cavallo del bianco · e3 pedone del bianco · a2 pedone del bianco · e2 re del bianco · h2 pedone del bianco | b8 cavallo del nero · e7 re del nero · h7 pedone del nero · a6 pedone del nero · e6 pedone del nero · f6 pedone del nero · g6 pedone del nero · b5 pedone del nero · c5 pedone del bianco · d5 pedone del nero · d4 pedone del bianco · f4 pedone del bianco · g4 pedone del bianco · d3 cavallo del bianco · e3 pedone del bianco · a2 pedone del bianco · e2 re del bianco · h2 pedone del bianco | b8 cavallo del nero · e7 re del nero · h7 pedone del nero · a6 pedone del nero · e6 pedone del nero · f6 pedone del nero · g6 pedone del nero · b5 pedone del nero · c5 pedone del bianco · d5 pedone del nero · d4 pedone del bianco · f4 pedone del bianco · g4 pedone del bianco · d3 cavallo del bianco · e3 pedone del bianco · a2 pedone del bianco · e2 re del bianco · h2 pedone del bianco | b8 cavallo del nero · e7 re del nero · h7 pedone del nero · a6 pedone del nero · e6 pedone del nero · f6 pedone del nero · g6 pedone del nero · b5 pedone del nero · c5 pedone del bianco · d5 pedone del nero · d4 pedone del bianco · f4 pedone del bianco · g4 pedone del bianco · d3 cavallo del bianco · e3 pedone del bianco · a2 pedone del bianco · e2 re del bianco · h2 pedone del bianco | b8 cavallo del nero · e7 re del nero · h7 pedone del nero · a6 pedone del nero · e6 pedone del nero · f6 pedone del nero · g6 pedone del nero · b5 pedone del nero · c5 pedone del bianco · d5 pedone del nero · d4 pedone del bianco · f4 pedone del bianco · g4 pedone del bianco · d3 cavallo del bianco · e3 pedone del bianco · a2 pedone del bianco · e2 re del bianco · h2 pedone del bianco | b8 cavallo del nero · e7 re del nero · h7 pedone del nero · a6 pedone del nero · e6 pedone del nero · f6 pedone del nero · g6 pedone del nero · b5 pedone del nero · c5 pedone del bianco · d5 pedone del nero · d4 pedone del bianco · f4 pedone del bianco · g4 pedone del bianco · d3 cavallo del bianco · e3 pedone del bianco · a2 pedone del bianco · e2 re del bianco · h2 pedone del bianco | b8 cavallo del nero · e7 re del nero · h7 pedone del nero · a6 pedone del nero · e6 pedone del nero · f6 pedone del nero · g6 pedone del nero · b5 pedone del nero · c5 pedone del bianco · d5 pedone del nero · d4 pedone del bianco · f4 pedone del bianco · g4 pedone del bianco · d3 cavallo del bianco · e3 pedone del bianco · a2 pedone del bianco · e2 re del bianco · h2 pedone del bianco | 1 |
|   | a | b | c | d | e | f | g | h |   |

Giocata nell'ultimo turno. Difesa slava
Pillsbury conduceva la classifica per mezzo punto, e una patta sarebbe stata sufficiente se anche Chigorin avesse pattato. Durante la partita Pillsbury si accorse che Chigorin stava vincendo con Schlechter e quindi anche lui doveva vincere per ottenere il primo posto. Da una posizione apparentemente patta riuscì a trovare una mossa geniale che gli permise di vincere.
1.d4 d5 2. c4 c6 3. e3 g6 4. Cc3 Cg7 5. Cf3 Cf6 6. Ad3 O-O 7. Ce5 dxc4 8. Axc4 Cd5 9. f4 Ae6 10. Db3 b5 11. Axd5 Axd5 12. Cxd5 Dxd5 13. Dxd5 cxd5 14. Cd3 Cd7 15. Ad2 Tfc8 16. Re2 e6 17. Thc1 Af8 18. Txc8 Txc8 19. Tc1 Txc1 20. Axc1 Ad6 21. Ad2 Rf8 22. Ab4 Re7 23. Ac5 a6?! (era meglio 23...a5) 24. b4 f6 25.g4 Axc5 26. bxc5 Cb8?  Con 26...a5 il Nero avrebbe ancora potuto pattare;       (vedi diagramma a lato)
27.f5!   la mossa che vince la partita 27...g5 (se 27...gxf5 28.gxf5 exf5 29.Cf4 e il Bianco ha due pedoni centrali uniti; se 27...exf5 28.gxf5 g5 29.Cb4 ottenendo lo stesso risultato) 28. Cb4 a5 29. c6! Rd6 30. fxe6! Cxc6 (se 30...axb4 31.e7 Rxe7 32.c7 vince) 31. Cxc6 Rxc6 32. e4! (la punta della combinazione) 32...dxe4 33. d5+ Rd6 34. Re3 b4 35. Rxe4 a4 36. Rd4 h5 37. gxh5 a3 38. Rc4 f5 39. h6 f4 40. h7, 1-0.

Poco dopo il termine del torneo venne stampata un'edizione con la raccolta di tutte le partite, ciascuna analizzata da uno dei Maestri partecipanti, curata da Horace F. Cheshire, uno dei principali organizzatori.